# 2-乙基-2-苯基丙二酰胺
2-乙基-2-苯基丙二酰胺或苯基乙基丙二酰胺（英語：Phenylethylmalonamide；简称PEMA）是抗惊厥药物扑米酮的活性代谢物，尽管它的产生浓度比另一种活性代谢物苯巴比妥低得多。